# Down in a Hole
Down in a Hole è un singolo del gruppo musicale statunitense Alice in Chains, pubblicato il 30 agosto 1993 come quinto estratto dal secondo album in studio Dirt.

## Descrizione
Il brano, basato su un accordo in La♭ minore, è cantato sia da Layne Staley che da Jerry Cantrell. Secondo quanto indicato nel libretto del box set Music Bank del 1999, Cantrell lo considera tra le sue tre migliori canzoni di sempre.

## Tracce
Testi e musiche di Jerry Cantrell.
CD singolo
1. Down in a Hole (Radio Edit) – 3:53
2. Down in a Hole – 5:40
3. What the Hell Have I – 4:00
4. Rooster – 6:15

7"
- Lato A

1. Down in a Hole (Radio Edit) – 3:49

- Lato B

1. Rooster – 6:11

12"
- Lato A

1. Down in a Hole – 5:38
2. A Little Bitter – 3:54 (Layne Staley, Jerry Cantrell, Mike Inez, Sean Kinney)

- Lato B

1. Rooster – 6:15
2. Love, Hate, Love – 6:27 (Layne Staley, Jerry Cantrell)

## Formazione
- Layne Staley – voce
- Jerry Cantrell – chitarra, voce
- Mike Starr – basso
- Sean Kinney – batteria

## Classifiche
| Classifica (1993)             | Posizione massima |
| ----------------------------- | ----------------- |
| Irlanda                       | 29                |
| Regno Unito                   | 36                |
| Stati Uniti (mainstream rock) | 10                |

## Cover
Nel 2007 Ryan Adams ha inserito una cover di questo brano nel suo album Follow the Lights.